# José Felicitos Castillo Almazán
José Felicitos Castillo Almazán (Rancho “El Lagarto”, Antiguo Morelos, Tamaulipas, 10 de julio de 1869-Antiguo Morelos, 11 de junio de 1963) fue un militar mexicano.

## Biografía
Nació en el Rancho “El Lagarto”, Antiguo Morelos, en Tamaulipas, el 10 de julio de 1869, siendo sus padres fueron el Sr. J. Guadalupe Castillo Gómez y la Sra. Higinia Almazán y tuvo dos hermanos, Celso y Nicolás Castillo Almazán, siendo Celso el único que lo acompañará en su etapa de revolucionario.
Vivió su etapa de adolescente en el mencionado Rancho, no se sabe a ciencia cierta donde estudió su educación primaria pero supongo que fue en la cabecera municipal.
En 1894 fue elegido por la ciudadanía 4.º Regidor del ayuntamiento que presidía el alcalde C. Rafael Hernández de Austria, puesto que desempeñó hasta 1896 cuando es electo Juez 2.º de Paz en este mismo municipio y para 1898 pasó a ser Juez 1.º de Paz, puesto que desempeñó durante nueve años.
En 1907 el Alcalde de Antiguo Morelos, C. Julio González G., lo nombra Tesorero municipal y jefe de Instrucción Pública, puestos que desempeña hasta finales de 1909.
En 1910 es designado Agente de Información de La Secretaría de Agricultura y Fomento, puesto que desempeña hasta el año de 1911.
En 1912 el Gobernador Constitucional de Tamaulipas, Lic. Matías Guerra, lo nombra Jefe de la Policía Rural en este municipio, cargo que desempeña un año, ya que al enterarse de la forma en que fue traicionado y asesinado el Sr. Madero en la Ciudad de México sintió el deber, como buen mexicano, de incorporarse a la revolución encabezada por don Venustiano Carranza.
El 15 de marzo de 1913 ingresa a la revolución a las órdenes del general Manuel C. Lárraga conocido revolucionario del estado de San Luis Potosí quien había sido un connotado maderista desde el año de 1910.
Las fuerzas de Lárraga estuvieron operando en lo que es la región Huasteca amagando constantemente a las tropas del dictador Huerta; el 11 de junio atacan Tampamolón, colaboran con el general Pablo González en la toma de Tampico, en abril de 1914.
Al avanzar los revolucionarios hacia la capital de la república, las fuerzas de Lárraga llegaron a Puebla, en donde fue herido en una pierna.
Al triunfo de la revolución constitucionalista el capitán Castillo Almazán estuvo un tiempo viviendo en la Cd de México, pero cuando sobrevino la ruptura Carranza-Villa y al ser desconocido Carranza por la Convención de Aguascalientes, el Capitán se mantuvo fiel a don Venustiano y su amigo el general Lárraga con quien salió inmediatamente en noviembre de 1914 para Cárdenas en donde se encontraban, con el objeto de impedir la progresión de las fuerzas convencionistas de los hermanos Cedillo; de ahí marcharon a la población de Ébano en donde se encontraba el general Pablo de la Garza, jefe de la plaza, y a quien le fueron muy útiles las tropas de Lárraga.
Ébano, situado a 55 kilómetros de Tampico, era importante porque ahí se habían descubierto algunos de los primeros pozos petroleros, Además era un punto de paso obligado para llegar al puerto de Tampico, donde existía una importante aduana y por donde se podían recibir abastecimientos y armas del extranjero.
Villa encomendó al general Chao que capturara Tampico, para lo que no podían esquivar el paso obligado de El Ébano. Los combates se iniciaron a mediados de diciembre de 1914; tiempo después Chao fue sustituido por el general Tomás Urbina.
Uno de los combates en que estuvo el capitán se libró en Tancanhuitz, que estaba ocupada por los villistas y que fue tomada en febrero de 1915 por los carrancistas al mando de Manuel C. Lárraga y el coronel Leopoldo Lárraga.
El 25 de febrero fuerzas villistas al mando del general Chao derrotaron en el cañón del Abra a una fuerza carrancista al mando del teniente coronel Fernando Vizcaíno, combate que se prolongó hasta entrada la noche, cuando las fuerzas de Manuel C. Larraga rescataron a las de Vizcaíno.
Las tropas del capitán, que comandaba una patrulla de reconocimiento, fueron derrotadas en San Mateo y El Bañito por las fuerzas de los hermanos Cedillo regresando a Ébano para ponerse a las órdenes del nuevo comandante de la plaza, el general Jacinto B. Treviño, quien en el mes de mayo notando que el enemigo estaba desmoralizado ordenó a Lárraga que saliera con una columna de 1000 hombres hacia la Hacienda de El Higo, de ahí avanzó hacia Tanquián donde batió al jefe villista Conrado Hernández, al que derrotó completamente dispersando sus tropas.
Durante eso días que estuvieron sitiados los carrancistas en El Ébano, ocurren dos anécdotas que me fueron contadas por un nieto del capitán: Resulta que estando los carrancistas casi derrotados, el capitán regresa a Antiguo Morelos por su familia para avisarles que tuvieran todo listo porque de ser tomado Ébano se irían a Cuba donde iban a huir los carrancistas, pero la travesía fue muy dura debido a las constantes patrullas villistas, llegando al Rancho sin su caballo y sin el sable.
La otra fue, que en una ocasión fue comisionado como pagador y al llegar al lugar donde tenía que entregar la raya, se encontró con toda la tropa muerta, por lo que regresó y entregó el dinero pudiendo huir con él, ya que era una suma considerable. Al llegar al cuartel, cuentan que Lárraga le dijo: “Felicitos, de veras eres honrado tú”. El 31 de mayo los constitucionalistas se lanzaron al ataque y desalojaron al enemigo de sus posiciones, ordenando Urbina la retirada de sus fuerzas, abandonando artillería, armamento, municiones y prisioneros. Con esta acción terminó el sitio de El Ébano, que duró 72 días.
Al triunfo del carrancismo el capitán estuvo como jefe de las plazas de Xilitla y Cd Valles en donde el 2 de marzo de 1918 esperando un ataque de las fuerzas cedillistas le comunican que el día anterior partidas de caballería e infantería al mando de Saturnino Cedillo se desvían de Valles y atacan A. Morelos; días más tarde caravanas de gentes procedentes de A. Morelos llegan a Cd Valles en un estado lamentable.
El clima es desolador, las familias refugiadas llegan en las peores condiciones, muchas personas llegan desnudas porque los cedillistas les robaban las ropas para ponérselas ellos; de ahí el término de “Garreros”; le cuentan que violaron mujeres, mataron gente inocente incluido el Alcalde, y que a los que fueron capturados los obligaron a cargar las cosas robadas hasta Cd del Maíz, entre esa gente iba el cura del pueblo.
En 1920 es pieza fundamental para que el gobierno de Cd Victoria autorizara la restauración de autoridades municipales en Antiguo Morelos, habiendo logrado ese objetivo se retira a la vida privada.
En 1921 el alcalde interino teniente coronel Pedro Zamudio lo designa Secretario del Ayuntamiento y puesto que en esas fechas era notable la falta de personal, desempeñó también los cargos de Juez del Registro Civil y Jefe de Correos, puestos que ocupó hasta 1922, año en que se efectuaron las elecciones y se nombró presidente constitucional del municipio al Sr. Carlos González quien lo ratificó como Secretario del Ayuntamiento.
En 1924 el Gobernador del estado Prof. Candelario Garza Cantu lo nombra Colector de Rentas donde permanece dos años. En el año de 1926 el Lic. Emilio Portes Gil Gobernador del Estado, lo designa Representante Especial del Fisco, puesto que desempeña unos meses porque ese mismo año es nombrado 4.º Regidor propietario del Ayuntamiento, puesto que desempeña por muy poco tiempo.
En 1933 es designado por el general Miguel González Figueroa, subcomandante del grupo de reservas del Ejército Nacional en A. Morelos habiendo desempeñado este puesto de forma gratuita hasta el 23 de mayo de 1937 cuando renuncia por motivos de enfermedad.
En los años posteriores le son impuestas dos condecoraciones, una por parte de la Secretaría de la Defensa Nacional y la segunda por la Legión de Honor Mexicana y cuatro diplomas, uno por parte de la Secretaría de Agricultura y Ganadería, el segundo por parte de La Unificación de Veteranos de la Revolución, el tercero por parte de la Defensa Nacional y el cuarto por parte del Gobierno de Veracruz como reconocimiento por ser uno de los supervivientes del sitio de Ébano. Fallece el 11 de junio de 1963 en este municipio.